# 迭里哥兒不花
迭里哥兒不花（13世紀末—1323年），忽必烈曾孙，真金之孙，甘麻剌第三子，元泰定帝三弟。
1307年，武宗即位，封北宁王，赐螭纽银印。至大二年（1309年），元武宗让阿速卫五百人隶属于他，命他驻和林。四年（1311年），改封湘宁王，换金印，食邑为湘乡州宁乡县六万五千户。至治末年（1323年），迭里哥兒不花去世。子八剌失里袭湘宁王。